# ستيف أميس
ستيف أميس (بالإنجليزية: Steve Ames)‏ هو لاعب كرة قاعدة أمريكي، ولد في 15 مارس 1988 في فانكوفر في الولايات المتحدة.

## وصلات خارجية
- ستيف أميس على موقع دوري كرة القاعدة الرئيسي (الإنجليزية)
- ستيف أميس على موقعبيزبول رفرنس.كوم (الدوري الرئيسي) (الإنجليزية)
- ستيف أميس على موقعبيزبول رفرنس.كوم (الدوري الثانوي) (الإنجليزية)